# Battaglia di La Verde
La battaglia di La Verde, combattuta il 26 novembre 1874 nell'ambito delle guerre civili argentine, fu uno scontro bellico tra le forze nazionali argentine, guidate dal colonnello José Inocencio Arias, e un esercito rivoluzionario guidato da Bartolomé Mitre.
La battaglia si tenne nei pressi della fattoria "La Verde", nel partido di Nueve de Julio, e si risolse con la completa vittoria dell'esercito argentino e la disfatta dei rivoluzionari.

## Contesto storico
Alle elezioni presidenziali argentine del 1874 il Partido Autonomista di Adolfo Alsina strinse un accordo con diversi governatori provinciali per appoggiare Nicolás Avellaneda, ministro del governo Sarmiento, a discapito del Partido Nacionalista di Bartolomé Mitre. Dopo turbolente elezioni, Avellaneda fu eletto alla presidenza il 12 aprile; i seguaci di Mitre accusarono brogli elettorali e decisero quindi di ribellarsi al governo nazionale.
I ribelli cercarono appoggio soprattutto nell'esercito, assicurandosi la lealtà del comandante del fronte meridionale della provincia di Buenos Aires, Ignacio Rivas, un generale di origine uruguaiana fedele a Mitre; quest'ultimo si spostò aa Montevideo per poter organizzare al meglio la rivoluzione. Nell'interno dell'Argentina, intanto, tra le province di Córdoba e San Luis, il generale José Miguel Arredondo iniziò una propria sollevazione, che tuttavia non arrivò mai a coordinarsi con quella di Buenos Aires.
Rivas riuscì a radunare alcuni battaglioni ben addestrati militarmente, per un totale di 400 unità. Il resto degli effettivi fu reclutato nella guardia nazionale delle zone di frontiera della provincia; si trattava di milizie che venivano radunate saltuariamente e che ricevevano un periodico blando addestramento. Completavano le file dell'esercito liberale (chiamato da Mitre Ejército Constitucional) alcuni volontari di Buenos Aires e alcuni reparti indigeni.
Tornato dall'Uruguay, Mitre si mise a capo delle forze ribelli, iniziando a novembre la marcia verso Buenos Aires. Il governo nazionale gli mandò contro un contingente di 5 000 uomini, guidati dal colonnello Luis María Campos; nel tentativo di evitare lo scontro frontale con quest'ultimo, il comandante ribelle iniziò una serie di movimenti nelle campagne della provincia.

## La battaglia
Nella sua marcia verso nord, Mitre si trovò di fronte il reggimento di fanteria del colonnello José Inocencio Arias, che era giunto due giorni prima nei pressi della fattoria di "La Verde", dove aveva fatto allestire una serie di misure difensive. Il 26 novembre 1874, forte della sua grande superiorità numerica, il comandante dei ribelli ordinò di attaccare il nemico con tutte le sue forze.
Mitre poteva disporre di più di 5 000 uomini, con una numerosa cavalleria ed una esigua fanteria; non disponeva di artiglieria e le armi di precisione in suo possesso erano poche. Le truppe disponevano di antiquati fucili ad avancarica, pistole e lance. L'esercito nazionale, invece, era formato da uomini perfettamente addestrati e dotati dei moderni fucili Remington.
Pur essendo inferiori nel numero, le truppe di Arias avevano potuto scegliere il terreno di scontro e avevano organizzato al meglio le loro difese; i fucili a ripetizione, inoltre, permisero loro di respingere le cariche di cavalleria, infliggendo numerose perdite. Dopo due ore di combattimento, Mitre ordinò la ritirata. Da parte sua, Arias non era nelle condizioni di intraprendere l'inseguimento delle truppe nemiche allo sbando. Nello scontro morì il colonnello Francisco Borges, nonno dello scrittore Jorge Luis Borges, combattendo nelle file dei ribelli.

## Conseguenze
Inseguito dall'esercito nazionale, Mitre, le cui forze si assottigliavano a causa della diserzione di numerosi elementi, fu costretto ad arrendersi ad Arias il 2 dicembre; prima si assunse la responsabilità della sollevazione ed ottenne l'indulto per i soldati del suo esercito. Pochi giorni dopo, il 7 dicembre Arredondo fu irrimediabilmente sconfitto da Julio Argentino Roca nella battaglia di Santa Rosa.
Dopo aver passato sei mesi in carcere, Mitre fu liberato da un indulto presidenziale per i precedenti servizi resi alla nazione. Avellaneda, indebolito dalla crisi economica che aveva colpito il Paese, decise alla fine di stipulare un accordo con lui, facendo entrare nel gabinetto di governo alcuni suoi sostenitori. L'accordo permise anche ad Arredondo di rientrare dall'esilio.
L'ultima grande questione rimasta da risolvere, quella della capitale, fu risolta nel 1880, dopo un'ultima guerra civile tra l'esercito nazionale e la provincia di Buenos Aires, con la creazione del distretto federale di Buenos Aires, che ridusse l'egemonia di questa provincia a vantaggio di quelle dell'interno.